# You're Never Too Young
You're Never Too Young (no Brasil, O Meninão) é um filme de comédia de 1955 dirigido por Norman Taurog e protagonizado pela dupla Martin e Lewis.

## Sinopse
Wilbur Hoolick (Jerry Lewis) é um jovem trabalhador que logo se vê em uma confusão por conta de um diamante roubado, pois o verdadeiro ladrão tinha posto o diamante no bolso dele e achando que sua mulher tivesse pego de volta horas depois, o ladrão acabou o ameaçando matá-lo se ele não saísse da cidade. Após descobrir que era um chiclete o que sua mulher tinha pegado do bolso de Wilbur e não o diamante, o ladrão teve que ir atrás dele do mesmo jeito.
Já Wilbur, desesperado, consegue ir a estação o mais rápido possível e na hora de pagar a passagem, ele se vê sem dinheiro o suficiente pois, o dinheiro que ele tinha economizado por meses era menos que o preço da passagem. Vendo-se obrigado a fazer uma loucura, Wilbur se disfarça de menino de onze anos pegando as roupas de marujo de um garoto.
Com isso, Wilbur consegue pagar com o seu dinheiro meia-passagem e embarca no trem. A única coisa que ele não sabe, é que o ladrão estaria no mesmo trem que ele e que se sentaria ao lado dele.
Wilbur vendo que não tinha saída, deu algumas disfarçadas mas mesmo assim não acabou convencendo ao homem fazendo com que ele corresse pelo trem até os fundos entrando numa cabine. Lá, ele conhece Nancy Collins (Diana Lynn) que acreditando que ele é um garoto o acaba acolhendo e deixando ele dormir com ela na cabine.
Ao amanhecer, o maquinista se vê obrigado a parar o trem por que a estrada estava interditada.
Com isso, Bob Miles (Dean Martin), namorado de Nancy vai busca-la junto com Gretchen Brendan (Nina Foch) e esta acaba entrando em sua cabine e descobrindo que Wilbur estava lá. 
Gretchen, após ter descoberto Wilbur, vai até a escola comandada por sua mãe, e aonde Nancy e Bob são professores e faz uma reunião dizendo que Nancy Collins estava com um homem em sua cabine.
Para desmanchar a confusão e evitar que Nancy seja despedida, ela, Bob e Wilbur vão a reunião mostrando que este era só um garoto e que não tinha aonde dormir.
Para a surpresa de Wilbur, ele acaba encontrando o ladrão que o persegue na escola e com isso, ele resolve ficar na escola por uns tempos continuando a se fingir de garoto para que ninguém de lá descubra que ele é um adulto e que está numa confusão enorme.
Passam semanas e Bob é o único que notou nesse tempo todo o comportamento estranho de Wilbur e enfim ele é informado pela polícia que Hoolick tem quase a idade dele e que é um foragido.
De início, Bob pretende quase arruinar Wilbur para que ele mostre quem ele é realmente mas, no final, ele acaba lhe ajudando pois ele não é o culpado e sim o homem que tinha roubado o diamante e posto no bolso dele.

## Elenco
- Dean Martin - Bob Miles
- Jerry Lewis - Wilbur Hollick
- Diana Lynn - Nancy Collins
- Nina Foch - Gretchen Brendan
- Raymond Burr - Noonan
- Mitzi McCall - Skeets
- Veda Ann Borg - Sra. Brendan
- Margery Maude - Ella Brendan
- Milton Forme - Tenente O'Mailey

## Curiosidades
- Refilmagem de The Major and the Minor, dirigido por Billy Wilder e também com Diana Lynn no elenco.
- As filmagens foram de outubro até dezembro de 1954.
- Foi relançado em 1964 junto com outro filme de Dean Martin e Jerry Lewis, The Caddy.
- Diana Lynn já tinha feito outros dois filmes com Dean Martin e Jerry Lewis que foram My Friend Irma e My Friend Irma Goes West.